# メーガン・ファーレンボック
メーガン・スミス・ファーレンボック (Megan Smith Fahlenbock、1971年6月30日 - ) は、カナダの女優および声優。

## 出演作品
- トータルドラマシリーズ - グウェン
- 6ティーン - ジェン・マスターソン
- 爆丸バトルブローラーズ
- パウ・パトロール - エース・ソレンソン
- イン・ヤン・ヨー! - メロディア